# Bombardamento di Singapore (1944-45)
Il bombardamento di Singapore (1944-45) è una campagna militare condotta dalle forze aeree Alleate durante la seconda guerra mondiale tra novembre 1944 e marzo 1945. I bombardieri a lungo raggio della United States Army Air Forces (USAAF) condussero 11 raid aerei tra su Singapore, a quel tempo occupata dalle forze giapponesi.

## Contesto
La maggior parte degli attacchi avevano come bersaglio la base navale e gli arsenali dell'isola, con missioni di posa di mine condotte nei mari circostanti. La caduta di Singapore ad inizio della guerra aveva lasciato in mano dei giapponesi una imponente struttura portuale, adatta ad ospitare e manutenere una flotta di ragguardevoli dimensioni, essendo la principale base navale della Royal Navy nell'estremo oriente; tra le altre installazioni, un grande bacino di carenaggio galleggiante adatto anche a navi da battaglia, l'Admiralty IX (all'epoca il terzo al mondo per dimensioni con le sue 55 000 t di stazza) ed un bacino di carenaggio fisso, il King George VI, inaugurato nel febbraio 1938 e lungo 300 metri, all'epoca il più grande al mondo; oltre a questi c'era un altro bacino, Admiralty X da 5 000 t, di costruzione olandese, costruito nel 1924 e comprato dai britannici nel 1939.
Alla caduta della città le pompe del King George erano state distrutte, ma in seguito vennero riparate dai giapponesi, ed anche il bacino galleggiante, affondato, venne risollevato e rimesso in uso. Queste installazioni erano un pericolo per la flotta Alleata ed andavano distrutte o almeno interdette, e durante le ostilità in effetti ripararono alcune grosse navi come la corazzata Nagato e la portaerei di squadra Zuikaku. Dopo il trasferimento dei bombardieri americani, la Royal Air Force (RAF) si assunse la responsabilità delle operazioni di posa di mine, proseguite fino al 24 maggio 1945.

## Incursioni

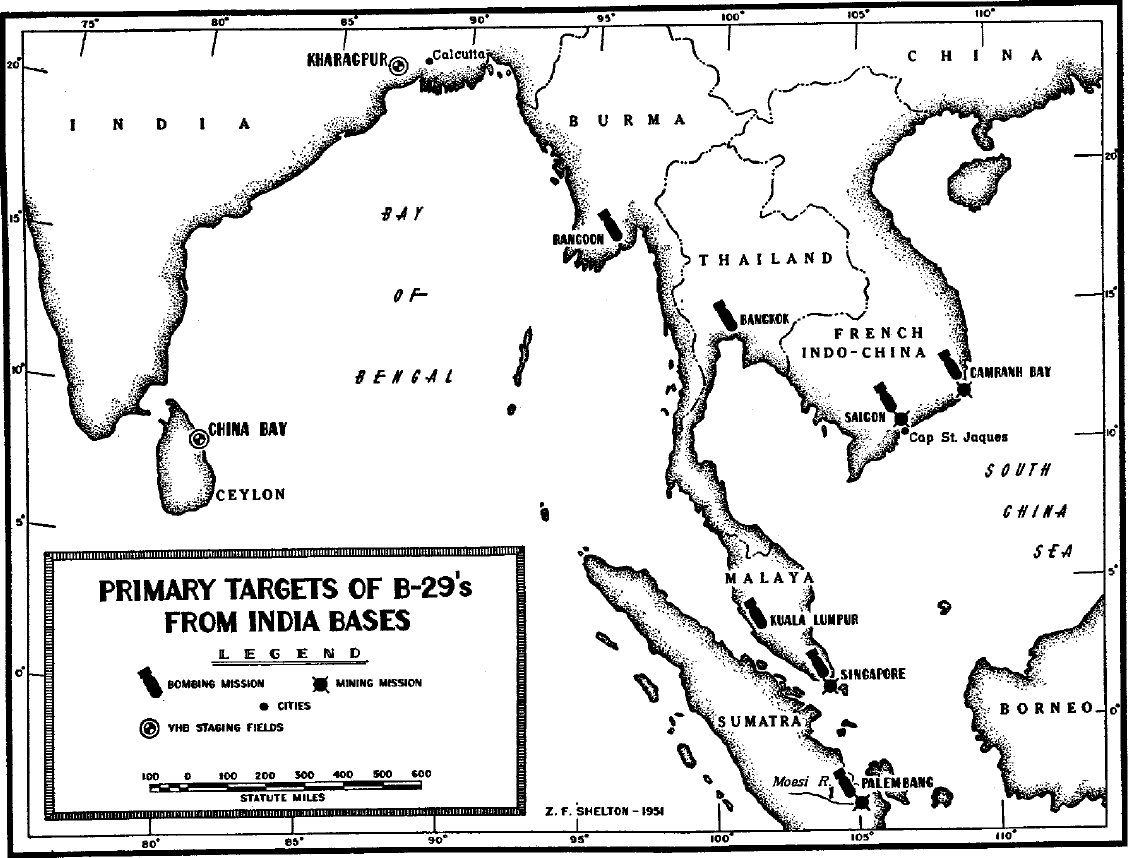
Locazioni delle basi dei bombardieri B-29 in India e Ceylon ed i loro principali bersagli nel sud est asiatico.

Il 5 novembre 1944 53 bombardieri Boeing B-29 Superfortress decollati da Calcutta attaccarono la base navale di Seletar, colpendo il bacino King George VI con dentro l'incrociatore Myoko; il bacino rimase fuori servizio per tre mesi ma il Myoko non subì ulteriori danni; anche Admiralty IX venne affondato e verrà recuperato e demolito dopo la guerra.
Il 1 febbraio 1945 113 bombardieri B-29 della Twentieth Air Force USA colpirono la base di Seletar; sessantasette colpirono il bacino galleggiante e la petroliera Shiretoko ormeggiata al suo interno, affondandoli entrambi; ventuno altri B-29 colpirono l'area della base denominata West Wall..

## Risultati
Le incursioni ebbero risultati contrastanti. Da un lato, furono inflitti grandi danni alla base navale ed al porto commerciale di Singapore, dall'altro alcuni raid non furono efficienti, così come altri attacchi su impianti di stoccaggio di petrolio sulle isole vicine. Le mine interruppero la navigazione giapponese nell'area e causarono la perdita di tre navi e il danneggiamento di altre dieci, non riuscirono però ad essere decisive nel dare una svolta alla guerra. Gli attacchi aerei furono capaci di innalzare il morale della popolazione civile, che vide in quegli eventi un segno dell'imminente liberazione della città. Il numero di vittime civili totali causate dal bombardamento è basso; tuttavia alcuni operai morirono durante gli attacchi ad obiettivi militari.

## Riferimenti